# 鳥類圖誌
《鳥類圖誌》（法語：Catalogue d'oiseaux）是音樂家奧立佛·梅湘於1956年到1958年間創作的鋼琴獨奏曲集， 以13種不同的鳥類為題，為了他的第二任妻子伊馮娜·洛里奥而作。

## 首演
1959年4月15日由伊馮娜·洛里奥在巴黎的Salle Gaveau音樂廳演出。

## 各曲標題

### 第一卷

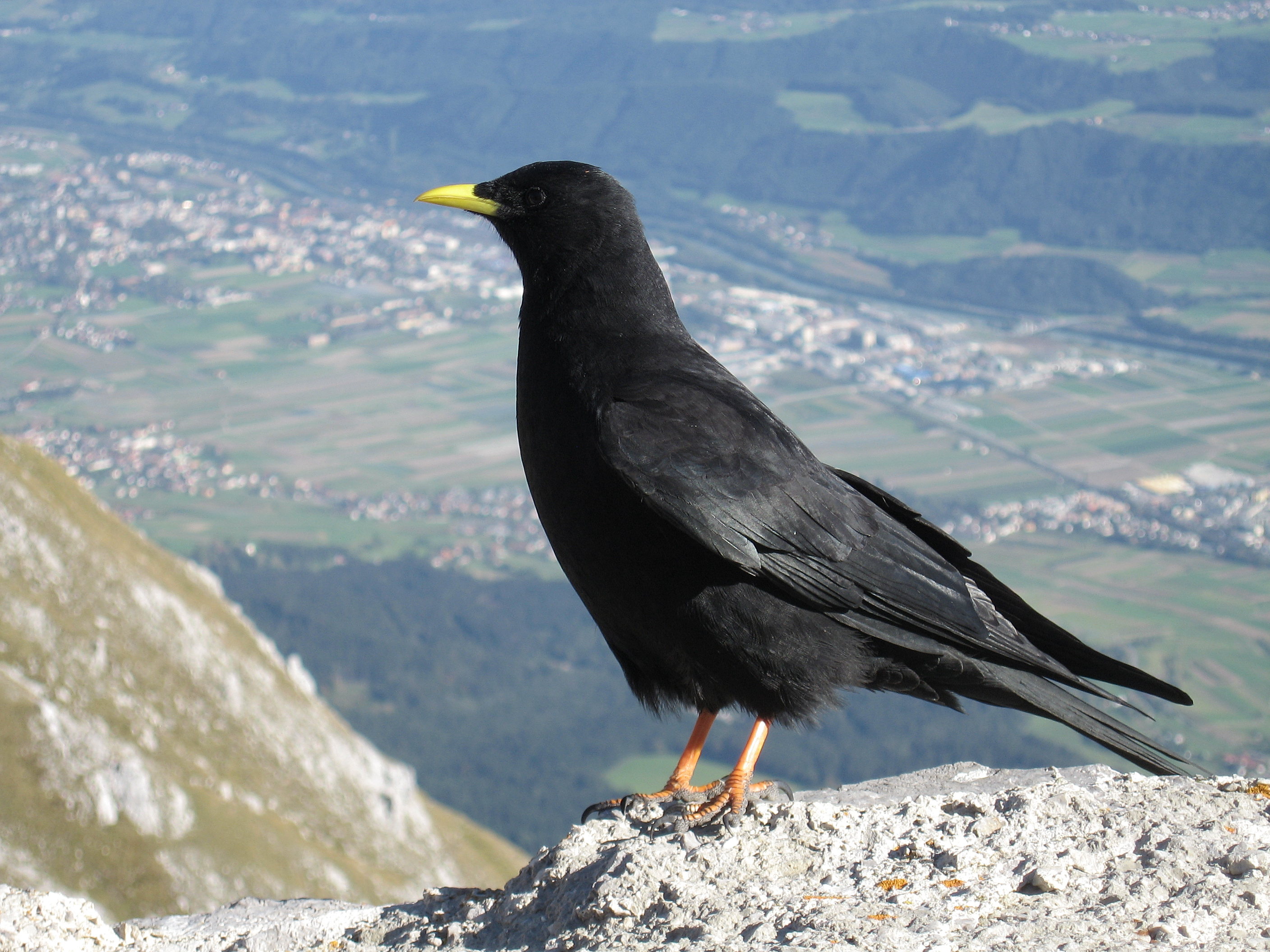

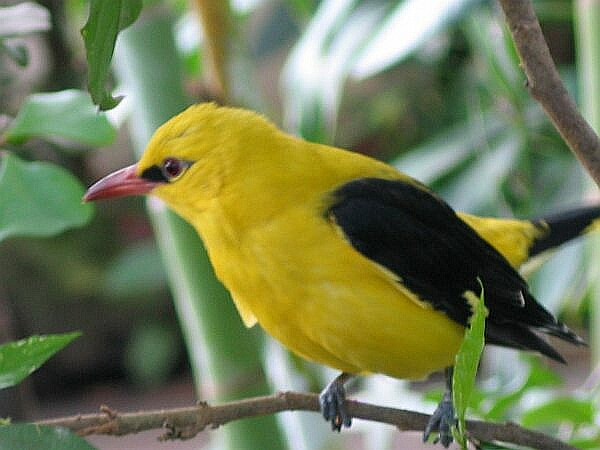

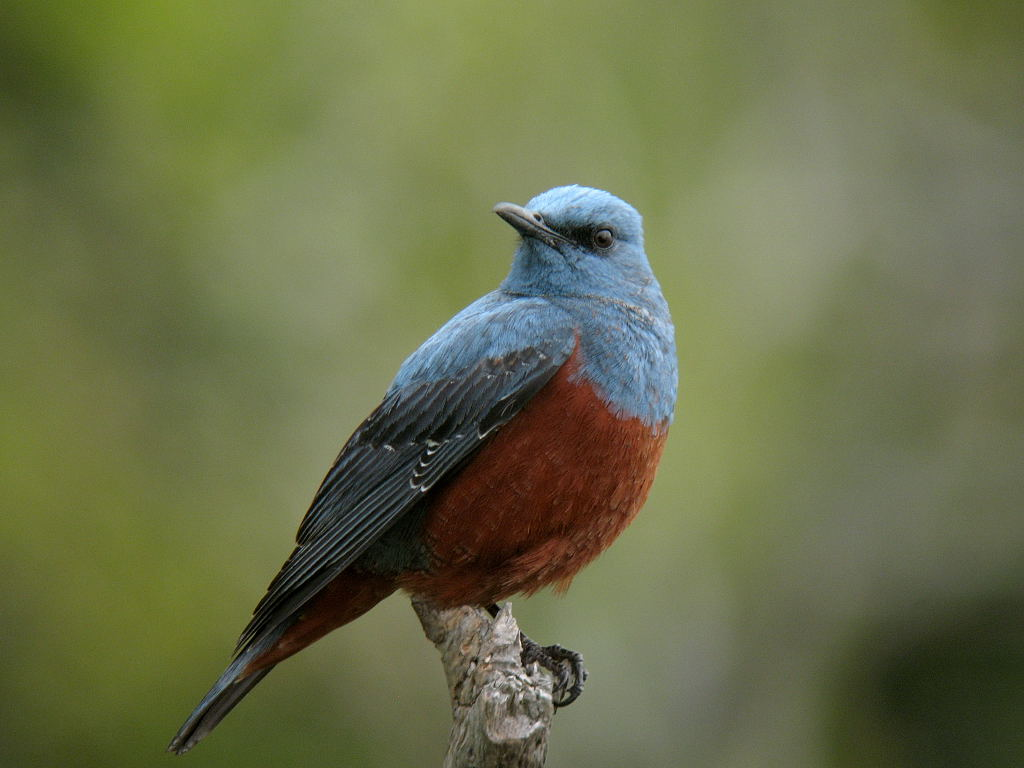

- 1：黃嘴山鴉

- 2：金黃鸝

- 3：藍磯鶇

### 第二卷
- 4：Western black-eared wheatear（英语：Western black-eared wheatear）

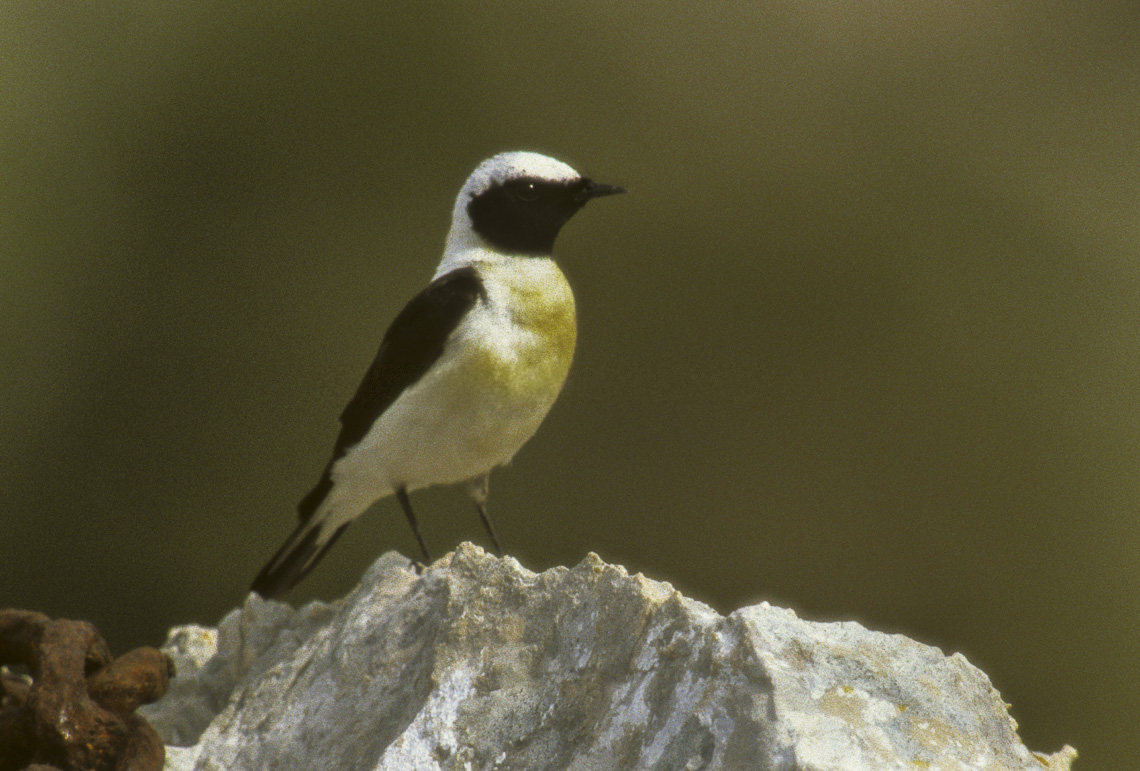

### 第三卷

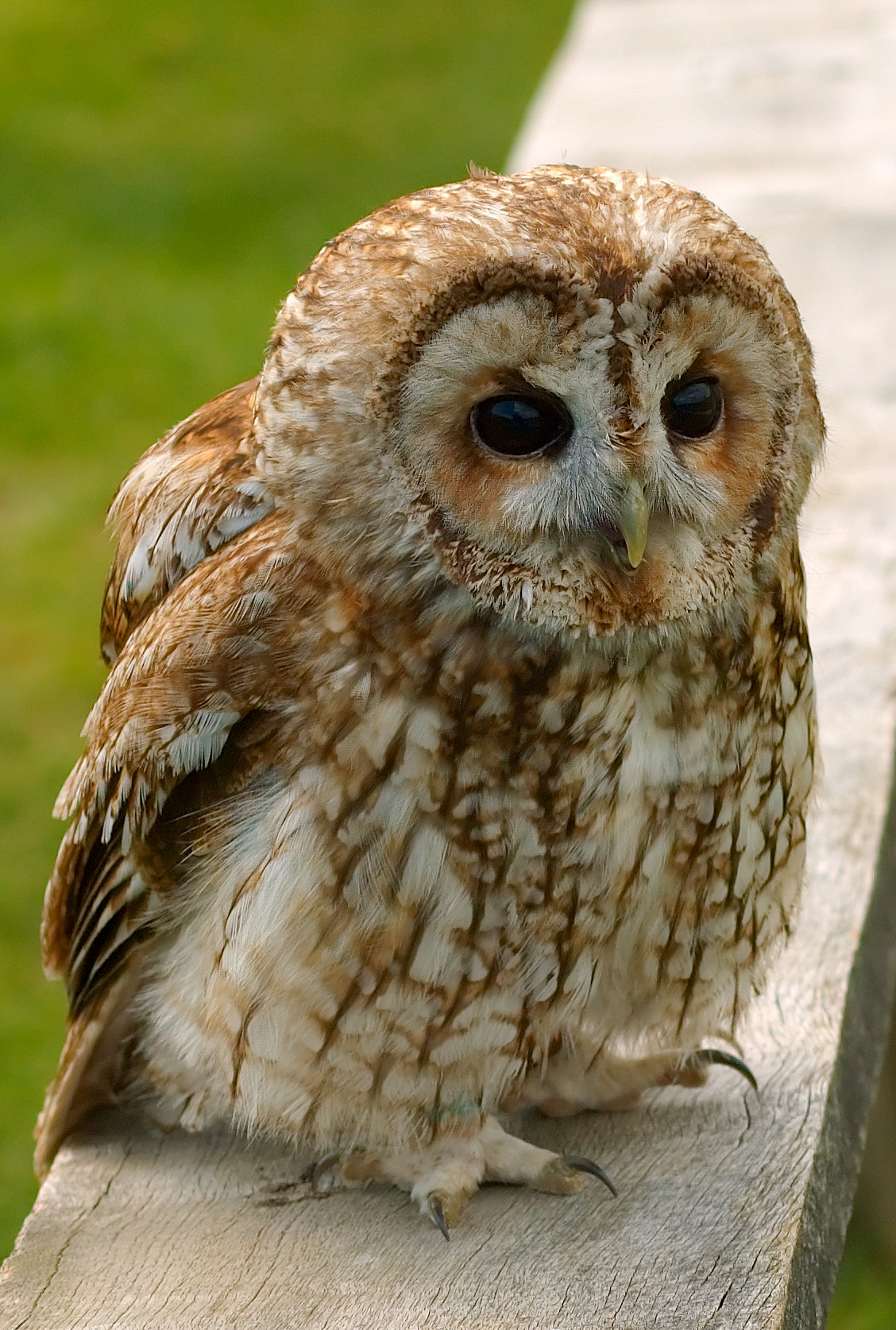

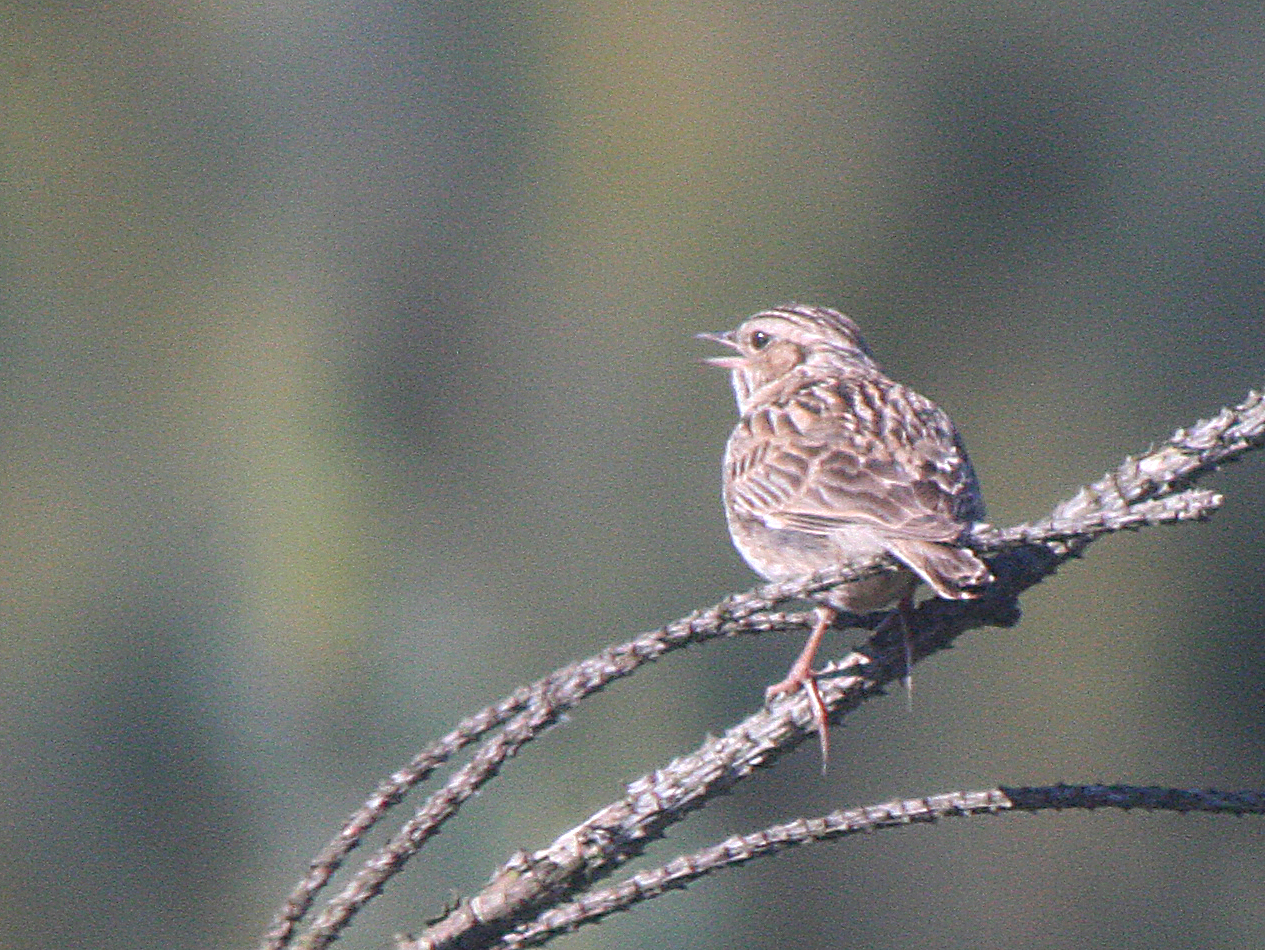

- 5：灰林鴞

- 6：林百靈

### 第四卷
- 7：蘆葦鶯

第五卷
- 8：大短趾百靈

- 9：寬尾樹鶯

第六卷
- 10：白背磯鶇

- 11：歐亞鵟

第七卷

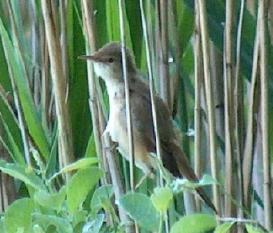

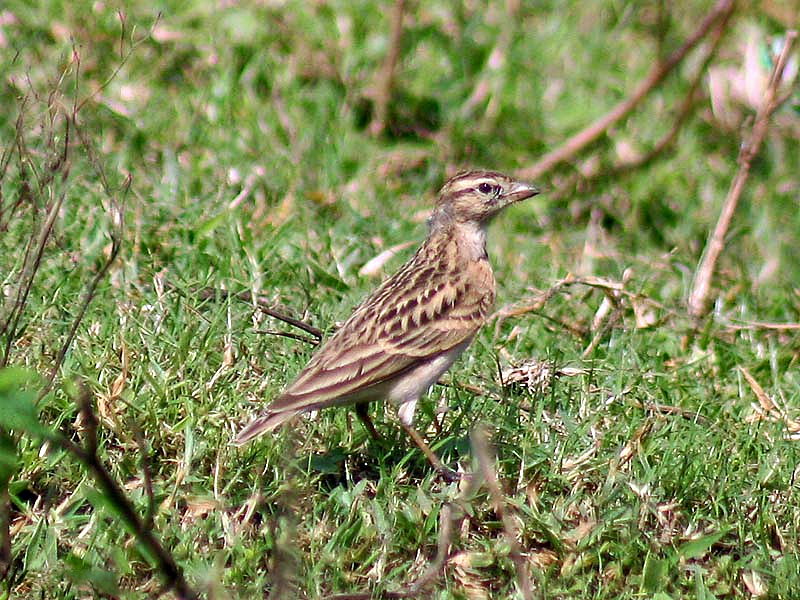

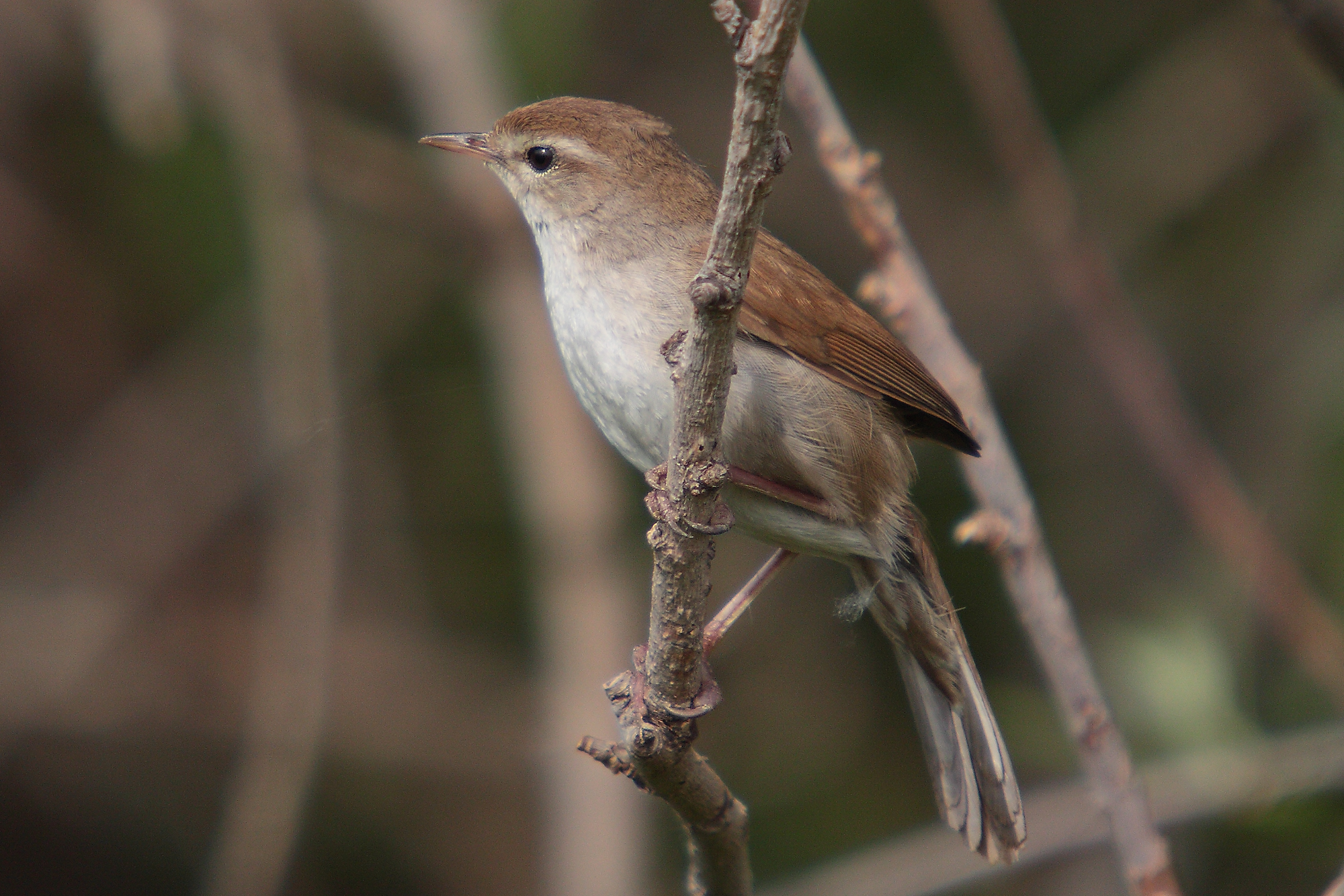

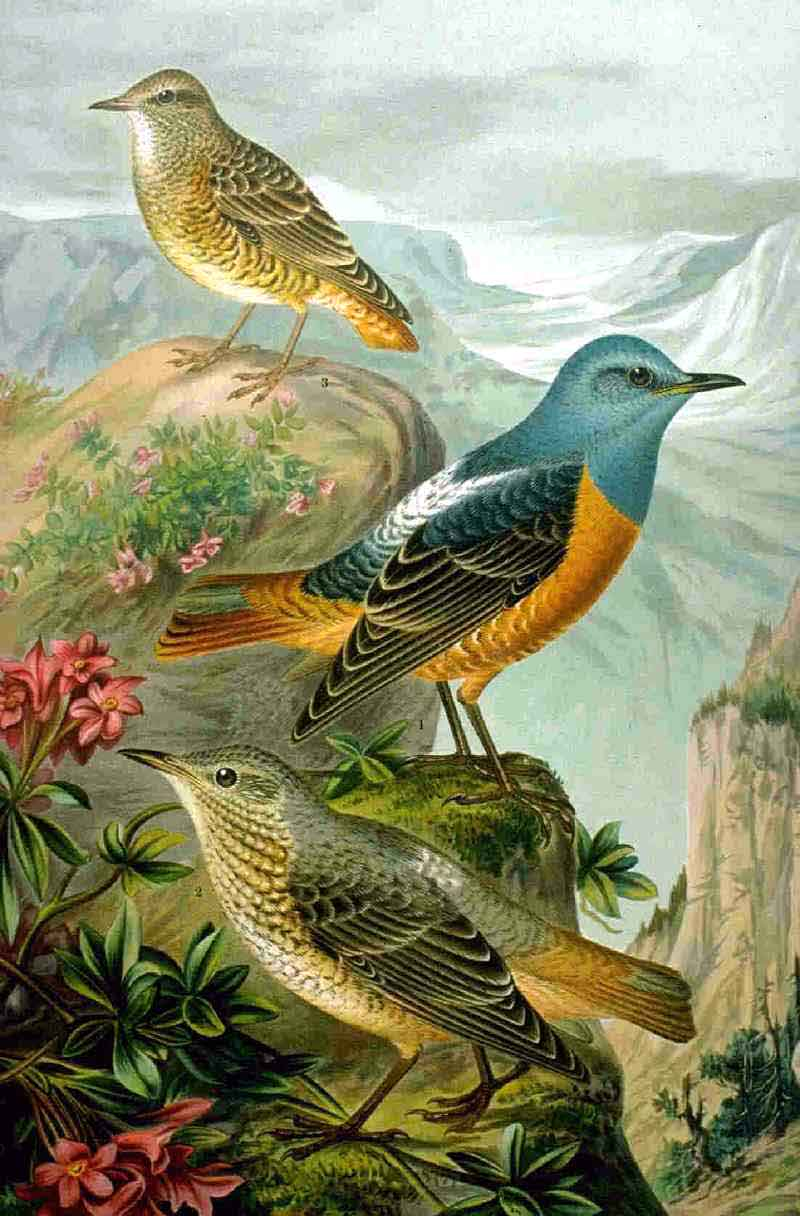

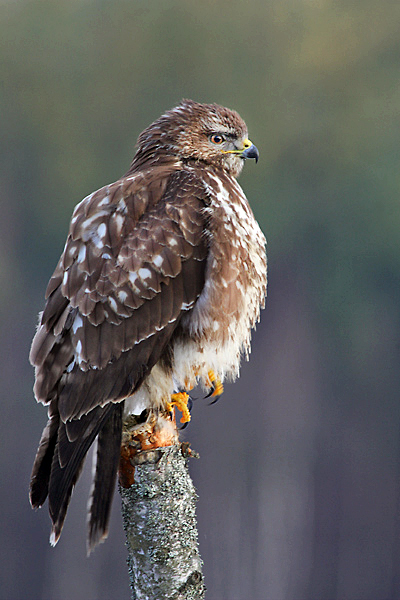

- 12：Black wheatear（英语：Black wheatear）

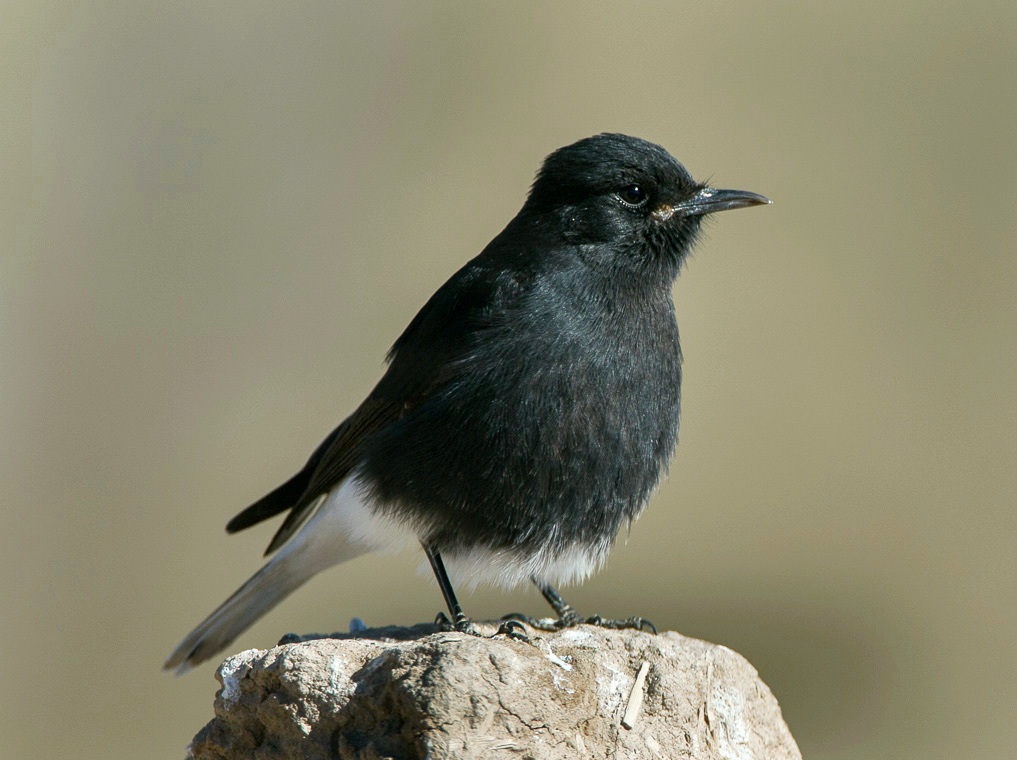

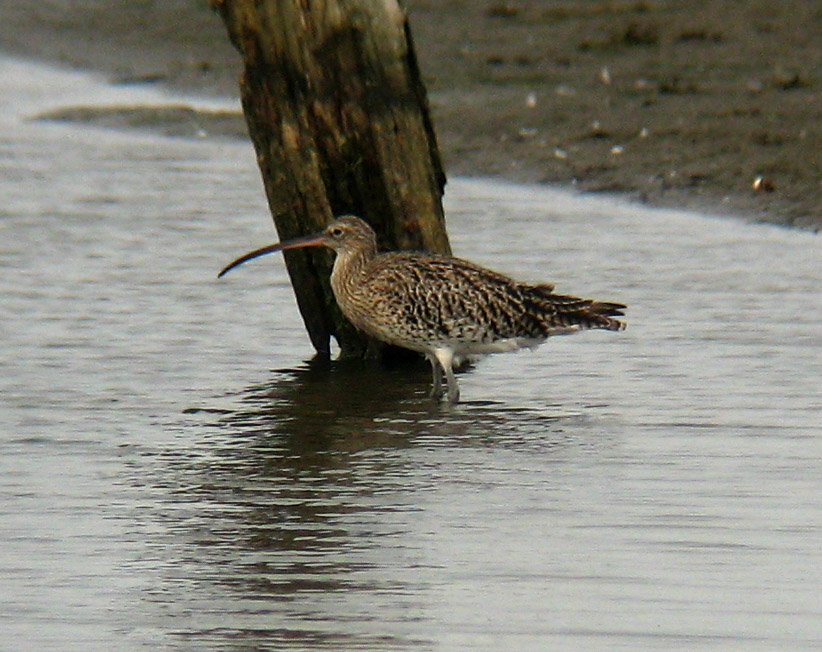

- 13：大杓鷸

## 外部連結
- YouTube上的Messiaen: Catalogue d'oiseaux播放列表，伊馮娜·洛里奥（英语：Yvonne Loriod）演奏
- YouTube上的Messiaen: Catalogue d'oiseaux播放列表，安納托·烏果斯基（英语：Anatol Ugorski）演奏